# Nicoleta Manu
Nicoleta Manu (née Țolișteanu le 3 décembre 1980 à Piatra Neamț) est une ancienne joueuse roumaine de volley-ball. Elle mesure 1,74 m et jouait au poste de libero. Elle a totalisé 100 sélections en équipe de Roumanie. Elle a terminé sa carrière en mai 2017.

## Clubs
| Club               | De        | À         |
| ------------------ | --------- | --------- |
| CS Știința Bacău   | 1999-2000 | 2011-2012 |
| Hainaut Volley     | 2012-2013 | 2012-2013 |
| CSM Bucarest       | oct 2013  | déc 2013  |
| CS Dinamo Bucarest | 2013-2014 | 2014-2015 |
| CS Știința Bacău   | 2015-2016 | 2016-2017 |

## Palmarès
- Championnat de Roumanie
  - Vainqueur : 2005.
  - Finaliste : 2006, 2011, 2012, 2014.
- Coupe de Roumanie
  - Vainqueur : 2005.
  - Finaliste : 2014, 2015, 2017.